# Kozue Amano
Kozue Amano (天野 こずえ Amano Kozue) es una mangaka japonesa nacida el 26 de mayo de 1974 en la prefectura de Saitama, Japón. Es autora de populares mangas como ARIA y Roman Club. Desde noviembre de 2008, su nueva obra Amanchu! se encuentra en publicación, en la revista Comic Blade de la editorial Mag Garden.

## Mangas
- Roman Club (浪漫倶楽部)
- Mukûkai (夢空界)
- Sora no Uta (空の謳)
- Crescent Noise (クレセントノイズ)
- Ohi-sama Egao (おひさま笑顔)
- AQUA
- ARIA
- Amanchu!

## Carrera
- 1993 - Gana el premio Big Step en la sexta edición del concurso Big Rooky con su manga Earth(アース)
- 1994 - Debuta en la edición especial de primavera de la revista Fresh GanGan con su manga Sen'yasai (前夜祭)
- 2001 - En la revista Monthly Stencil comienza la publicación de AQUA